# Takutea
Takutea – wyspa wchodząca w skład Południowych Wysp Cooka, należąca administracyjnie do terytorium zależnego Nowej Zelandii – Wyspy Cooka. Wyspa stanowi jednocześnie jednostkę administracyjną o takiej samej nazwie. Wyspa ma powierzchnię 1,3 km² i jest bezludna.
Wyspa została odkryta w 1777 przez Jamesa Cooka, a od 1888 wraz z innymi wyspami archipelagu stanowi protektorat brytyjski, zwany od 1891 Cook Islands Federation. W 1901 atol wraz z całymi Wyspami Cooka został przekazany Nowej Zelandii.